# Aeroportul Yuzhno-Sakhalinsk
Aeroportul Yuzhno-Sakhalinsk (IATA: UUS, ICAO: UHSS) este un aeroport din Iujno-Sahalinsk, Yuzhno-Sakhalinsk Urban Okrug⁠(d), Regiunea Sahalin, Rusia ce deservește zona Iujno-Sahalinsk. Aeroportul a fost tranzitat în 2021 de 1.069.627 de pasageri. A fost deschis în 1945 și numit după Anton Cehov.
Situat la o altitudine de 18 m, aeroportul dispune de 1 pistă.

## Infrastructură

### Piste
Aeroportul dispune de o singură pistă. Pista 01/19 are suprafața de beton și dimensiunile 3.400 m × . 